# Dunchurch
Dunchurch is een civil parish in het bestuurlijke gebied Rugby, in het Engelse graafschap Warwickshire met 2938 inwoners.

## Galerij

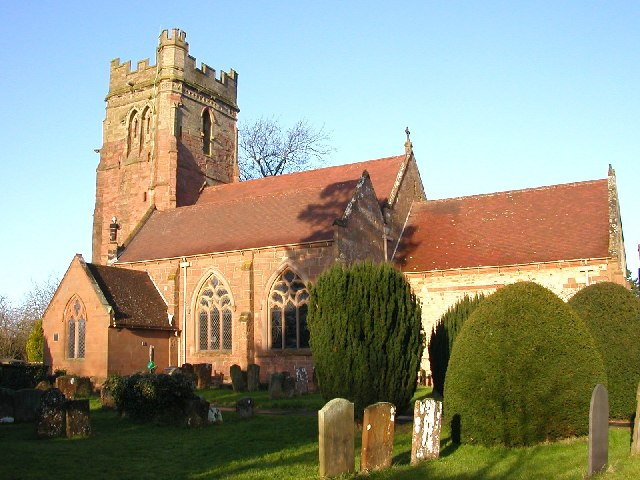
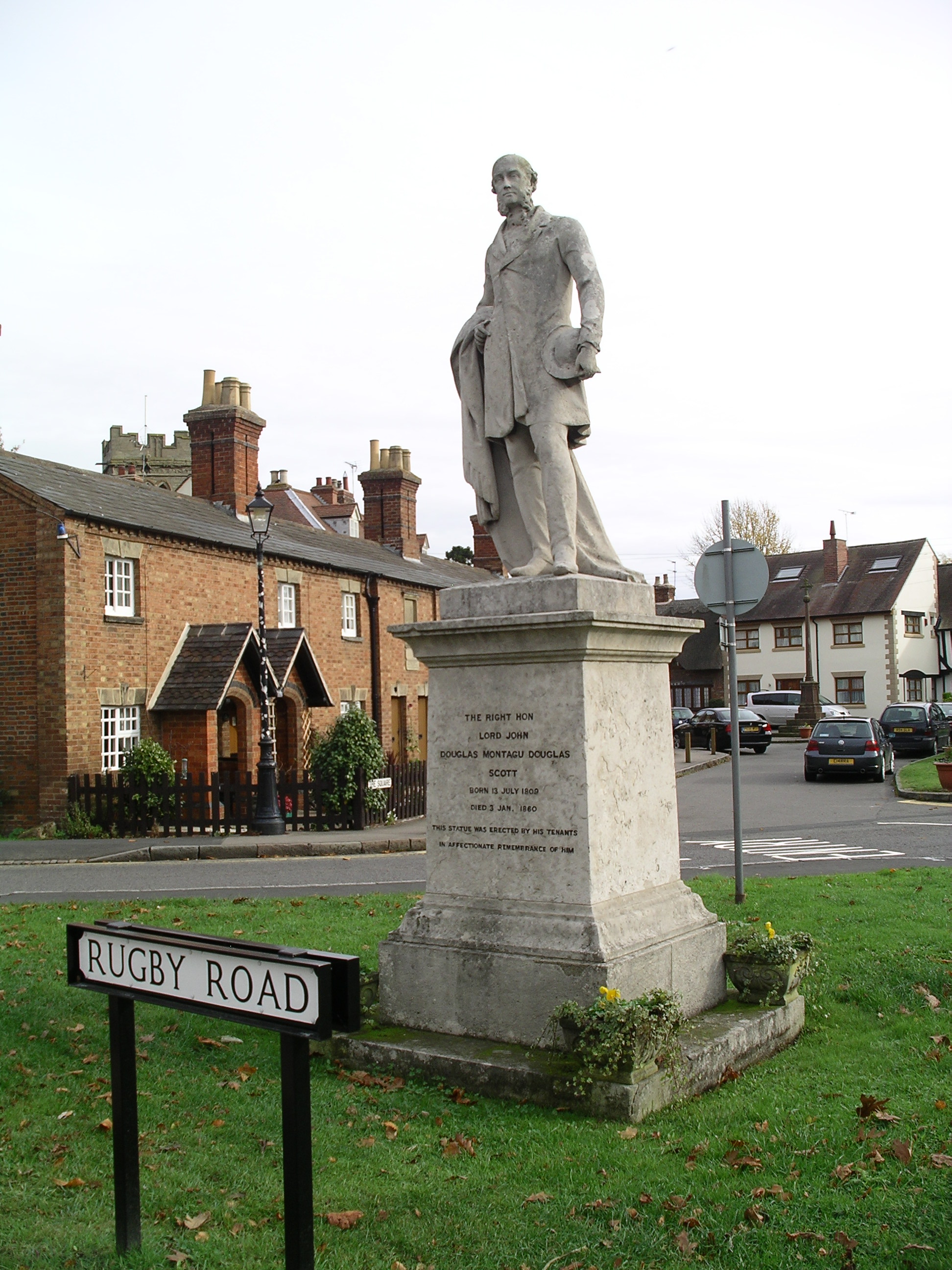